# Daniel Innerarity
Daniel Innerarity Grau (Bilbao, 4 de septiembre de 1959) es un filósofo, ensayista y catedrático de Filosofía política español.

## Biografía
Nació en 1959 en Bilbao. Es catedrático de filosofía política, investigador Ikerbasque en la Universidad del País Vasco y director de su Instituto de Gobernanza Democrática. Es profesor a tiempo parcial en el Instituto Universitario Europeo en Florencia.
Ha sido profesor e investigador invitado en diversas universidades europeas y americanas, como la Universidad de la Sorbona (París I), la London School of Economics and Political Science, la Maison des Sciences de l'Homme en París, la Universidad de Georgetown o el Max Planck Institute de Heidelberg.
Es colaborador habitual de opinión en El País, El Correo/El Diario Vasco y La Vanguardia.
Ha sido miembro del Consejo de Coordinación Universitaria, a propuesta del Senado de España; es miembro correspondiente de la Academia de la Latinidad y miembro de la Academia Europea de Ciencias y Artes, con sede en Salzburgo.
La revista francesa Le Nouvel Observateur le incluyó el año 2005 en una lista de los 25 grandes pensadores del mundo.

## Obras publicadas

### Como autor
- Praxis e intersubjetividad. La teoría crítica de J. Habermas, Pamplona, 1985.[3]
- Hegel y el romanticismo, Tecnos, Madrid 1993.
- La filosofía como una de las bellas artes, Ariel, Barcelona 1995. (Traducción portuguesa: A filosofia como uma das belas artes, Teorema, Lisboa 1996).
- Ética de la hospitalidad, Península, Barcelona, 2001 (Traducción francesa: Éthique de l´hospitalité, Presses Universitaires de Laval, Canadá, 2009; traducción inglesa: Ethics of hospitality, Routledge, London/New York 2016; traducción finlandesa: Vieraanvaraisuuden etiikka, Helsinky: Into Kustannus, Helsinky 2019).
- La transformación de la política, Península, Barcelona, 2002 (III Premio de Ensayo Miguel de Unamuno y Premio Nacional de Literatura, modalidad Ensayo 2003). (Traducción portuguesa: A trasformaçao da politica, Teorema, Lisboa, 2005; traducción francesa: La démocratie sans l'État: essai sur le gouvernement des sociétés complexes, Flammarion-Climats, Paris, 2006, prólogo de Jorge Semprún; traducción inglesa: Rethinking the Futur of Politics, Peter Lang, Bern 2010).
- La sociedad invisible, Espasa, Madrid, 2004 (XXI Premio Espasa de Ensayo). (Traducción italiana: La società invisibile, Meltemi, Roma, 2006;  traducción portuguesa: A sociedade invisível, Teorema, Lisboa, 2009; traducción francesa: La société invisible, Presses Universitaires de Laval, Canadá, 2012).
- El nuevo espacio público, Espasa, Madrid, 2006 (Traducción italiana: Il nuevo spazio publico, Meltemi, Roma, 2008; Traducción portuguesa: O novo espaço público, Teorema, Lisboa 2010).
- Le futur et ses ennemies, Flammarion-Climats, Paris 2008. (Versión española ampliada: El futuro y sus enemigos. Una defensa de la esperanza política, Paidós, Barcelona, 2009; versión reducida en euskera: Etorkizuna ezagutu eta taxutzea, Servicio de Publicaciones del Gobierno Vasco, Vitoria, 2009; traducción portuguesa: O futuro e os seus inimigos, Teorema, Lisboa, 2011; traducción inglesa: The futur and its enemies, Stanford University Press, 2012; traducción italiana en preparación, Mimesis, Milán, 2012).
- Penser le temps politique. Entretiens philosophiques à contretemps avec Daniel Innerarity, Presses Universitaires de Laval, Québec, 2011.
- La democracia del conocimiento, Paidós Ibérica, Madrid, 2011[4] (traducción alemana: Demokratie des Wissens, Transcript Verlag, Bielefeld 2013; traducción inglesa: The Democracy of Knowledge, Continuum, New York, 2013; traducción portuguesa: Democracia do conhocemento, Todolito, Lisboa 2016; trad. francesa: Démocratie et société de la connaissance, Presses Universitaires de Grenoble, 2015).
- Un mundo de todos y de nadie: piratas, riesgos y redes en el nuevo desorden global, Planeta, Barcelona 2013[5] (trad. inglesa: Governance in the New Global Disorder. Politics for a Post-Sovereign Society, Columbia University Press, prefacio de Saskia Sassen; trad. italiana: Un mondo de tutti e nessuno, Roma: Inschibboleth, 2016).
- La política en tiempos de indignación, Galaxia-Gutenberg, Barcelona, 2015[6] (trad. portuguesa: Politica em tempos de indignaçao, Don Quixote, Lisboa, 2016; trad. brasileña: A Política em Tempos de Indignaçao, Leya, 2017: trad. francesa: Le temps de l'Indignation, Bordeaux, Le Bord de l'Eau, 2018; trad. inglesa: Politics in the time of indignation: The Crisis of Representative Democracy, London, Bloomsbury, 2019).
- La democracia en Europa, Galaxia-Gutenberg, Barcelona, 2017[7] (trad. inglesa: Democracy in Europe. A Political Philosophy of the European Union, Oxford: Palgrave MacMillan, 2018).
- Política para perplejos, Galaxia-Gutenberg, Barcelona, 2018.[8]
- Comprender la democracia, Gedisa, Barcelona 2018.[9]
- Una teoría de la democracia compleja. Gobernar en el siglo XXI, Galaxia Gutenberg, Barcelona 2020.[10]
- Pandemocracia. Una filosofía de la crisis del coronavirus, Galaxia Gutenberg, Barcelona 2020.[11]
- La sociedad del desconocimiento, Galaxia Gutenberg, Barcelona 2022.
- La libertad democrática, Galaxia Gutenberg, Barcelona 2023.
- Una teoría crítica de la inteligencia artificial, Galaxia Gutenberg, 2025[12]

### Como editor
- The Europe of Refugees (ed. con Cristiana Astier y Ander Errasti), Rowman & Littlefield, Londres, 2019.
- A New Narrative for a New Europe (ed. con Cristiana Astier, Ander Errasti y Jonathan White), Rowman & Littlefield, Londres, 2018.
- Europa, quo vadis? (ed. con Miquel Seguró), Herder, Barcelona 2017.
- Derechos humanos y políticas públicas europeas (ed. con Ignacio Aymerich), Paidós, Barcelona, 2016.
- The Future of Europe: Democracy, Legitimacy and Justice after the Euro Crisis (ed. con Serge Champeau, Carlos Closa y Miguel Maduro), Rowman & Littlefield, Londres, 2014 (trad. castellana: El futuro de Europa, Paidós, Barcelona, 2016).
- Internet y el futuro de la democracia, (ed. con Serge Champeau), Paidós, Barcelona 2012.
- Cocinar, comer, convivir (con Andoni Luis Aduriz), Debate, Barcelona, 2012.
- Política de la memoria: una ética del nunca más (editor), Revista Internacional de Estudios Vascos, San Sebastián, 2012.
- La humanidad amenazada: gobernar los riesgos globales (ed. con Javier Solana), Paidós, Barcelona, 2011 (trad. francesa: Gouvernance mondiale et risques globaux, Presses Universitaires de Bordeaux, 2013; trad. portuguesa: A Humanidade Ameaçada: a Gestao dos Riscos Globais, Teodolito, Lisboa, 2013; trad. inglesa: Humanity at Risk. The Need for Global Governance, en Continuum, New York, 2013).
- Las huellas de la crisis, Fundación Banco de Santander, 2010.

## Premios
- III Premio de Ensayo Eugenio Trías, Centro de Estudios Filosóficos Eugenio Trías (Cefet/Universitat Pompeu Fabra) y Galaxia Gutenberg.2024.[12]
- Premio Nacional de Investigación Ramón Menéndez Pidal (2022).[13]
- Premio Euskadi de Ensayo 2019 por Política para perplejos [14]
- Premio Internacional Eulalio Ferrer de Humanidades 2018.[15]
- Premio Príncipe de Viana de la Cultura 2013.
- Premio Euskadi de Ensayo 2012 por La democracia del conocimiento.[16]
- Premio de la Sociedad Alpina de Filosofía 2011 al mejor libro de filosofía en lengua francesa por Étique de l'hospitalité.
- Premio de Humanidades, Artes, Cultura y Ciencias Sociales 2008 de Eusko Ikaskuntza-Caja Laboral.[17]
- Premio Espasa de Ensayo 2004 por La sociedad invisible.
- Premio Nacional de Literatura, modalidad Ensayo 2003 y III Premio de Ensayo Miguel de Unamuno y  por La transformación de la política.

## Visitante y estancias
- 2019: Max Planck Institut für ausländisches öffentliches Recht und Völkerrecht.[18]
- 2017-2018: Universidad de Georgetown. Titular de la cátedra Davis de Estudios Interculturales el curso 2017-2018.
- 2013-2014: London School of Economics and Political Science.
- 2012-2013: Instituto Europeo de Florencia.
- 2007-2008: Universidad de la Sorbona París 1.
- 2006-2007: Université de Bordeaux (Sciences Po).
- 1992-1993: University of Fribourg (Switzerland).
- 1987-1989: München Universität (como  Alexander von Humboldt Fellow).

## Sociedades científicas y consejos editoriales
- Miembro, en representación del Senado, del Consejo de Coordinación Universitaria (2003-2006).
- Miembro del Patronato de la ANECA (2006-2010).
- Miembro del Consejo de Honor de Unesco-Etxea.
- Miembro del consejo editorial de la revista Iris. European Journal of Philosophy and Public Debate.
- Miembro del consejo editorial de la revista Raisons publiques.
- Miembro del consejo editorial de la revista Revista Internacional de los Estudios Vascos.
- Miembro del consejo editorial de la revista Themata. Revista de Filosofía.
- Miembro del Consejo asesor de la Revista CIDOB d'Afers Internacionals.
- Miembro del Consejo Asesor Internacional de la revista Phasis. European Journal of Philosophy.
- Miembro del Consejo Asesor Internacional de la revista Soft Power.[19]
- Miembro del consejo editorial de la revista Quaderni Forum.
- Miembro del consejo editorial de la revista Etica & Politica / Ethics & Politics.[20]
- Miembro del Consejo Internacional de la serie Future Perfect de la editorial Rowman & Littlefield.
- Miembro del Jurado Panel de Humanidades y Ciencias Sociales del European Research Council (Starting Grants).[21]
- Miembro de número de la Real Sociedad Bascongada de Amigos del País.
- Miembro de Jakiunde, Jakiunde Academia Vasca de Ciencias y Letras.